# Obraz

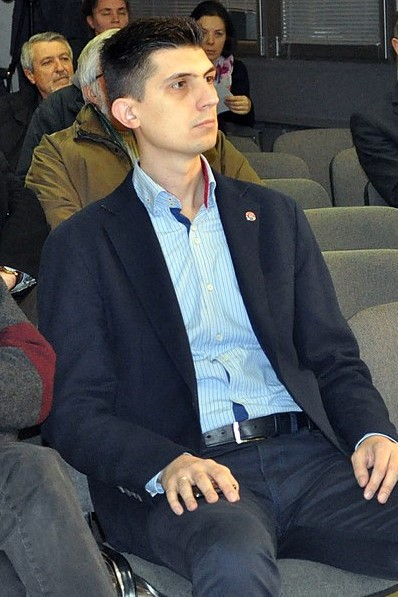
Le leader actuel d'Obraz, Mladen Obradović

Obraz (en serbe : Отачаствени покрет Образ, Otačastveni pokret Obraz) est un parti politique serbe d'extrême droite. Elle a été interdite précédemment en tant qu'organisation mais a été ré-enregistrée en 2012 en tant que parti politique.
L'organisation est considérée comme cléro-fasciste par plusieurs organisations et institutions gouvernementales, notamment le gouvernement de la province serbe de Voïvodine et le ministère de l'Intérieur de la Serbie,,. Le 12 juin 2012, Obraz a été officiellement interdite par la Cour constitutionnelle de Serbie.
Tout en jurant allégeance à la nation serbe et à la religion orthodoxe serbe, Obraz est engagé dans une lutte contre les groupes qu’il considère comme des ennemis du peuple serbe, tels que « sionistes » (incluant kabbalistes, manichéistes[précision nécessaire], francs-maçons et illuminati) , « oustachis » (principalement des nationalistes croates), « extrémistes musulmans » (principalement des nationalistes bosniaques), « terroristes albanais » (principalement des nationalistes albanais), « faux pacifistes » (principalement des militants serbes des droits de l’homme et des ONG), « partisans politiques », « sectaires » (sectes), « pervers » (amalgamant pédophiles et LGBT), « toxicomanes » et « criminels » (principalement la mafia serbe). L'idéologie du mouvement est principalement influencée par Nikolaj Velimirović, Dimitrije Ljotić et le Mouvement national yougoslave Zbor,,.